# شیوا رز
شیوا رز قریب افشار (زادهٔ ۸ فوریه ۱۹۶۹ سنتا مونیکا، کالیفرنیا) یک بازیگر فیلم‌های تلویزیونی و سینمایی آمریکایی است. پدر او پرویز قریب افشار مجری قدیمی و تهیه‌کنندهٔ برنامه‌های تلویزیونی است.
شیوا رز را بخاطر فیلم دیوید اند لیلا می‌شناسند، اما وی همچنین در سریال‌هایی همانند سی‌اس‌آی: میامی نقش بازی کرده‌است.
وی دانش آموختهٔ دانشگاه کالیفرنیا، لس‌آنجلس است، و برای هافینگتن پست نیز قلم زده‌است.